# حلقة كيميائية

أربعة ألكانات حلقية، وكلها تظهر بشكل حلقات بسيطة

الحلقة أو الحلقات الكيميائية (بالإنجليزية: Chemical ring)‏ في الكيمياء الحلقة عبارة عن مصطلح غامض يشير إما إلى دورة بسيطة من الذرات والسندات في جزيء أو إلى مجموعة متصلة من الذرات والروابط التي تكون فيها كل ذرة وروابط عضوًا في دورة تسمى أيضًا نظام الحلقة و تحتوي الحلقة البسيطة على نفس عدد روابط سيجما مثل الذرات ويحتوي نظام الحلقة متعدد الحلقات على روابط سيجما أكثر من الذرات يسمى الجزيء الذي يحتوي على حلقة واحدة أو أكثر بمركب دوري ويطلق على الجزيء الذي يحتوي على حلقتين أو أكثر (إما في النظام الدائري نفسه أو في حلقة مختلفة) مركب متعدد الحلقات.
يسمى الجزيء الذي يحتوي على حلقة واحدة أو أكثر المركب الحلقي، والجزيء الذي يحتوي على حلقتين أو أكثر (إما في نفس الأنظمة الحلقية أو مختلفة) يسمى مركب متعدد الحلقات. يسمى الجزيء الذي لا يحتوي على حلقات بمركب لا دوري أو مفتوح السلسلة.